# تسارنتين أم شالزيه
تسارنتين آم شالزيه (بالألمانية: Zarrentin am Schaalsee) هي مدينة و بلدة ألمانية تقع في Landkreis Ludwigslust-Parchim في ألمانيا. يقدر عدد سكانها بـ 4,672 نسمة .